# Nino Ferrer
Nino Ferrer, eigentlich Nino Agostino Arturo Mario Ferrari (* 15. August 1934 in Genua; † 13. August 1998 in Montcuq, Département Lot, Frankreich), war ein französischer Sänger, Liederschreiber und Komponist italienischer Abstammung.

## Leben
Nino Ferrer verbrachte die ersten Jahre seines Lebens in Neukaledonien, wo sein Vater als Ingenieur arbeitete. Nach seiner Rückkehr nach Frankreich 1947 und seiner Schulzeit in Paris studierte er Ethnologie und Ur- und Frühgeschichte an der Sorbonne. Nebenbei interessierte er sich für Malerei und Musik.
Nach Abschluss seines Studiums ging Nino Ferrer an Bord eines Frachtschiffs auf Weltreise, nahm an einigen Ausgrabungen in Melanesien teil und widmete sich nach seiner Rückkehr nach Frankreich dem Jazz. Ab 1959 erschienen Platten, auf denen sein Name verzeichnet war: Er war Kontrabassist auf zwei Singles der Dixie Cats und im darauffolgenden Jahr Bassist auf einer Platte der Gottamou. Anfang der 60er Jahre begleitete er die amerikanische Sängerin Nancy Holloway und bot mehreren Plattenverlagen erfolglos seine eigenen Kompositionen an. 1963 nahm er seine erste Platte auf: Pour oublier qu'on s'est aimé. Die B-Seite dieser Single, C'est irréparable, gibt es in einer italienischen Fassung (Un anno d'amore) und in einer spanischen Fassung, die unter dem Titel Un año de amor und gesungen von Luz Casal im Film High Heels von Pedro Almodóvar zu hören ist.
Die Platte hatte in Frankreich nur mäßigen Erfolg, wurde aber in anderen europäischen Ländern, in Japan und sogar im Mittleren Osten veröffentlicht. Erst 1965 konnte er mit dem Lied Mirza einen Erfolg feiern. Dieses Lied war sofort erfolgreich, was Nino Ferrer dazu veranlasste, mit mehr oder weniger großer Begeisterung weitere Hits aufzunehmen wie Les cornichons und Oh! Hé! Hein! bon! Diese Lieder brachten ihm den Ruf eines Spaßvogels ein, der ihn lange verfolgte. Um dies auszugleichen, sang er auf den B-Seiten seiner Platten schwermütige Melodien.(Ma vie pour rien).
Nino Ferrer zog sich dann aus dem Showgeschäft zurück und ging nach Italien, wo er drei Jahre lang blieb (bis 1970). Während in Frankreich weiterhin Platten erschienen (Le téléfon, Mao et Moa, Mon copain Bismarck, deutlich ironischer), stieg der Bekanntheitsgrad Ferrers dank einer Fernsehsendung, die er moderierte: Io, Agata e tu.
Nach seiner Rückkehr nach Frankreich ließ er sich in Quercy nieder, wo er eine Pferdezucht betrieb. Doch ein Treffen mit dem irischen Gitarristen Mickey Finn, der unter anderem mit Eric Clapton und den Rolling Stones zusammengearbeitet hatte, führte ihn wieder zur Musik zurück und ließ ihn wieder als Komponist arbeiten. Mit Micky und seiner Band und Nick entstanden Les Leggs. Nach monatelangem Komponieren und Schreiben erschien 1972 Métronome. Zwar hatte das Album nur mäßigen Erfolg, doch einer seiner Titel, La maison près de la fontaine, verkaufte sich mehr als 500.000 Mal als Single.
Im Laufe der nächsten Jahre brachte Nino Ferrer immer wieder Alben heraus (Nino and Leggs, Nino and Radiah, Suite en œuf, Véritables variétés verdâtres), deren Erfolg eher gering war, aber immer wieder überlagert wurde von dem beträchtlichen Erfolg von ein oder zwei Singles daraus. So wurde die Single Le Sud ein Sommerhit in Frankreich des Jahres 1975. Dieses Lied ermöglichte es ihm, ein Landhaus zu kaufen, in dem er ein Aufnahmestudio unterbrachte. 1979 erschien Blanat im Bluesrock-Stil mit gewaltigem Schlagzeugauftakt und einem wilden Solo mit elektrischer Gitarre am Schluss. Dann ging er mit Jacques Higelin auf Tournee. In den nächsten Jahren folgten La Carmencita, Ex-Libris, Rock´n´Roll Cowboy sowie einige wenige Konzerte.
Doch Anfang der 1990er Jahre veröffentlichte er eine Kompilation, auf der neben den Erfolgen auch unbekanntere Kompositionen zu hören sind. Er brachte eine weitere Platte heraus (La Désabusion) und stellte in Paris seine Malereien aus. Dann begann er eine Tournee. Ein letztes Album mit verschiedenen Titeln, die von Freunden oder Familienmitgliedern gesungen und/oder geschrieben worden sind, erschien 1995: La vie chez les automobiles.
Drei Jahre später nahm sich Ferrer, einen Monat nach dem Tode seiner Mutter, am 13. August 1998 das Leben: Er schoss sich auf freiem Feld ins Herz. Ferrer hatte gerade begonnen, mit den Leggs ein Album aufzunehmen, das er als sein letztes geplant hatte, mit dem Titel Suite et fin.

## Diskografie
Alben
- 1966: Enregistrement public
- 1967: Nino Ferrer
- 1969: Nino Ferrer
- 1970: Rats and Rolls
- 1972: Métronomie
- 1972: Nino Ferrer and Leggs
- 1974: Nino & Radiah
- 1975: Suite en œuf
- 1977: Véritables variétés verdâtres
- 1979: Blanat
- 1981: La Carmencita
- 1982: Ex-Libris
- 1983: Rock n'roll Cow-boy
- 1986: 13e album
- 1991: L’Indispensable (FR: Gold)
- 1993: La désabusion
- 1993: La vie chez les automobiles
- 1995: Concert chez Harry